# سان مارزانو أوليفيتو
سان مارزانو أوليفيتو (بالإيطالية: San Marzano Oliveto)‏ هي بلدة وبلدية في مقاطعة أستي في إقليم بييمونتي في جنوب إيطاليا.

## السكان
في سنة 1861 بلغ عدد السكان 1٬403 نسمة، وتطور العدد ليصل في سنة 2011 لـ 1٬067 نسمة.
يظهر هذا المخطط البياني تطور النمو السكاني لـ سان مارزانو أوليفيتو